# Rushohoalgi
Rushohoalgi är en kulle i Finland. Den ligger i dUtsjoki kommun i landskapet Lappland, i den norra delen av landet, 1 100 km norr om huvudstaden Helsingfors. Toppen på Rushohoalgi är 470 meter över havet. Rushohoalgi ingår i Paistunturit.
Terrängen runt Rushohoalgi är platt åt sydost, men åt nordväst är den kuperad. Trakten runt Rushohoalgi är nära nog obefolkad, med mindre än två invånare per kvadratkilometer. Omgivningarna runt Rushohoalgi är i huvudsak ett öppet busklandskap.